# Манхатънски мост
Манхатънският мост (на английски: Manhattan Bridge) е висящ мост, прекосяващ р. Ийст Ривър (East River) и свързващ 2 района на Ню Йорк - Бруклин и Манхатън. Намира се право на север от известния Бруклински мост.
Завършен е през 1909 г., което го прави най-новия от 3-те висящи моста над Ист ривър след Бруклинския и Уилямсбъргския мост.
| Мостове над Ийст Ривър   | Мостове над Ийст Ривър | Мостове над Ийст Ривър          |
| ------------------------ | ---------------------- | ------------------------------- |
| По на юг Бруклински мост | Манхатънски мост       | По на север Уилямсбъргския мост |